# Kuwavaatakdectes sanmiguelensis
Kuwavaatakdectes sanmiguelensis è un tetrapode estinto appartenente ai diadectomorfi. Visse nel Permiano inferiore (circa 290 milioni di anni fa) e i suoi resti fossili sono stati ritrovati in Nordamerica (Colorado). 

## Descrizione
Questo animale è noto solo per uno scheletro parziale (noto come MCZ 2989), comprendente un cranio completo, vertebre cervicali, parte del cinto pettorale, zampa anteriore destra e alcune costole. Il cranio è robusto e possiede denti a forma di vanga lungo il margine delle mascelle. I denti anteriori della mandibola sporgono verso l'infuori; il margine inferiore della finestra di Meckel che si trova nella mandibola era interamente formato dall'osso spleniale, una caratteristica che non si riscontra in nessun altro animale simile. Oradectes doveva essere un erbivoro quadrupede piuttosto robusto, lungo forse un paio di metri. 

## Classificazione
Questo animale è considerato uno dei più primitivi rappresentanti dei diadectidi, un gruppo di tetrapodi erbivori forse imparentati con i veri rettili.
I fossili di Kuwavaatakdectes sono stati ritrovati nella formazione Cutler del Colorado, risalente al Permiano inferiore. Vennero descritti per la prima volta nel 1965 e considerati appartenere a una nuova specie del genere Diadectes, conosciuto in precedenza per numerosi resti in varie parti del Nordamerica. Un'analisi cladistica effettuata nel 2005, però, ha messo in evidenza numerose caratteristiche primitive dell'esemplare del Colorado; nel 2010 un ulteriore studio ha confermato i risultati, rendendo necessaria l'istituzione di un nuovo genere, Oradectes. Lo studio, tuttavia, non è mai stato pubblicato ufficialmente. Solo nel 2024 un'analisi comprensiva della filogenesi dei diadectomorfi ha confermato che la specie era appartenente a un genere a sé stante, descritto quindi come Kuwavaatakdectes (Ponstein et al., 2024).